# Békey Imre
Békey Imre, Drescher (Buda, 1832. október 6. – Budapest, 1889. február 23.) ügyvéd, pedagógus, író, fővárosi királyi tanfelügyelő, miniszteri osztálytanácsos. Békey István öccse.

## Élete
Atyja Drescher Máté (1789-1882), aki családi nevét 1845-ben változtatta Békeyre, akkor helytartósági hivatalnok, később titkár, majd királyi tanácsos lett és 93 éves korában elhunyt, anyja Fridrich Antónia (1805-1889), akinek családja szintén nevet változatott: a Fridrich helyett felvették a Békeffy nevet. Testvérei a Kisztinavárosban, vagy az Alsóvízivárosban  születtek: István 1829, Ludmilla Róza 1834. 
A gimnáziumot a pesti piaristáknál végezte, s 1847-ben az egyetemre ment, ahol 1850-ig a bölcseletet, 1854-ig a jogot hallgatta; a következő évben a budai császári és királyi helytartóságnál lépett szolgálatba. Később két évig szolgabírói tollnok volt Egerben és Székesfehérvárott.
Az 1860-as októberi diploma után visszatért szülővárosába, ahol egy évvel rá törvényhatósági aljegyzővé, az 1867. évi tisztújításkor pedig, amikor már ügyvédi diplomája is volt, tanácsnokká választották. Mint a tanügyi bizottság elnöke rohamosan szervezte a fővárosi népiskolákat, a polgári- és községi reáliskolákat szaporította, úgy, hogy Budapesten tíz év alatt több mint két millió forint költséggel húsznál több palotaszerű iskolai épület emelkedett.
1873-ban, mikor a főváros egyesítése után új tisztválasztás történt, egyhangúlag a főváros első tanácsosa lett. 1878-ban a kormány meghívására államszolgálatba lépett és a közoktatási minisztériumban osztálytanácsossá neveztetett ki. Azután a budapesti tanító- és tanítónő-képzők igazgatótanácsának elnöke és a főváros tanfelügyelője lett.
1875-ben megházasodott, elvette feleségül Zitterbarth Lujzát, Zitterbath József építész és Quandt Vilma lányát (eredetileg Aloysia).
1878-ban a párizsi világkiállításon zsűritag volt, és a francia becsületrend lovagkeresztese lett, később pedig a francia közoktatásügyi miniszter a francia tudomány- és művészeti akadémia tagjává (officier d' Academie) nevezte ki.
Arcképe: Vereby Soma, Honpolgárok Könyvében. (Schilling bécsi kőnyomó intézetéből.)

## Munkái
- Budapest főváros tanügyi hatóságainak, tanárai s tanítónőinek… névtára s jegyzéke. Az említett iskolák főbb szabályaival. Bpest, 1875.
- Szabályzat a főváros elemi népiskoláinak szervezése és a tanítói fizetések rendezéséről. Uo. 1877.
- Szabályzat a fővárosi iskolák rendes és rendkivüli szünnapjaira… Uo. 1877.
- Utasítás a fővárosi iskolai hatóságok számára… Uo. 1877.
- Hivatalos jelentés az 1878. évben Párisban tartott egyetemes kiállításról. Az elemi közoktatás. Uo. 1879. (A magyar országos statisztikai hivatal kiadványai I. füzet. I. rész.)
- Budapest főváros közoktatásának vázlatos története. 1868–1881. Uo. 1882.

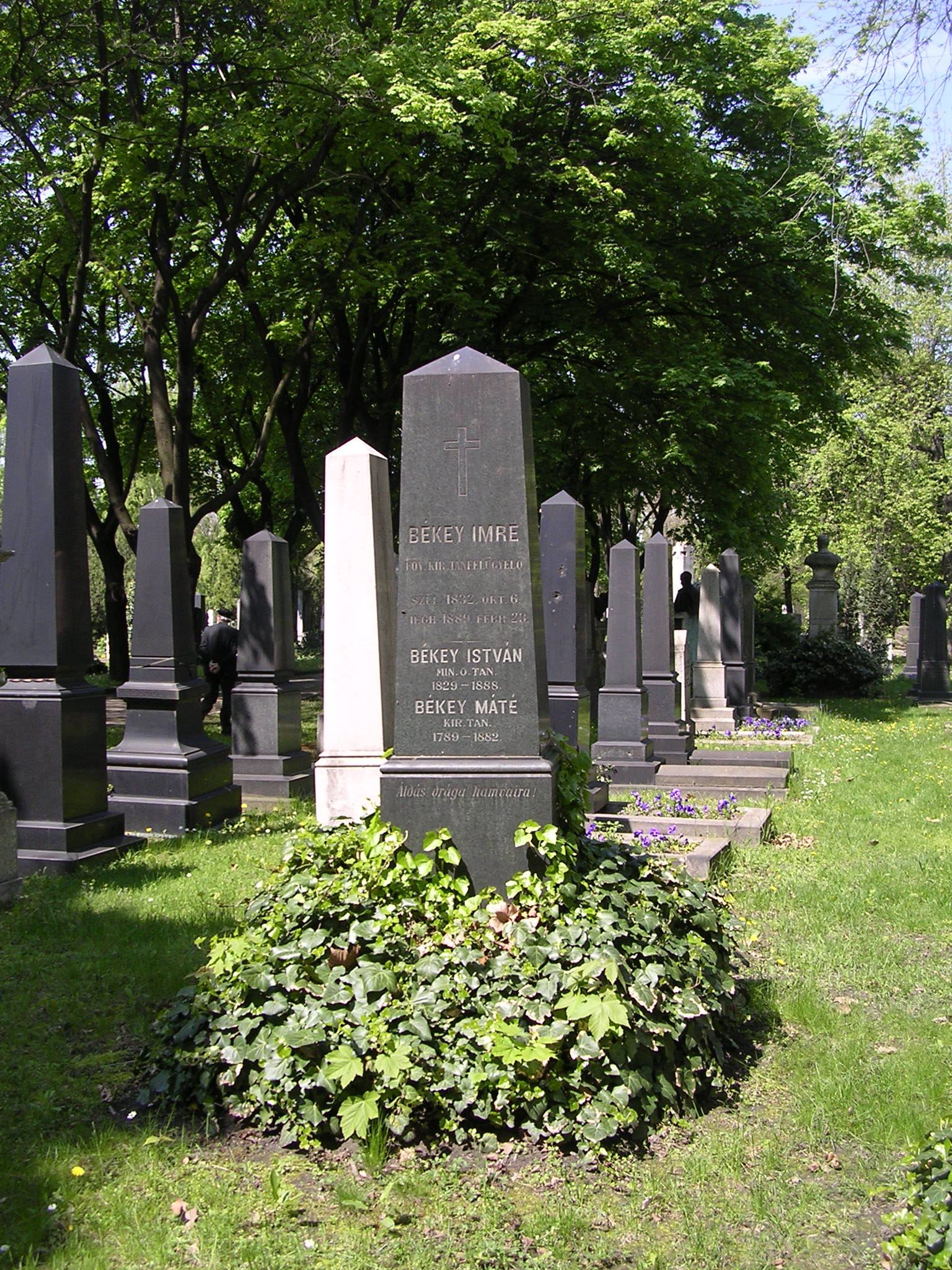
Sírja a Fiumei úti sírkertben (34/1-1-49)

Sok hírlapi cikket is írt.